# Zuid-Londen

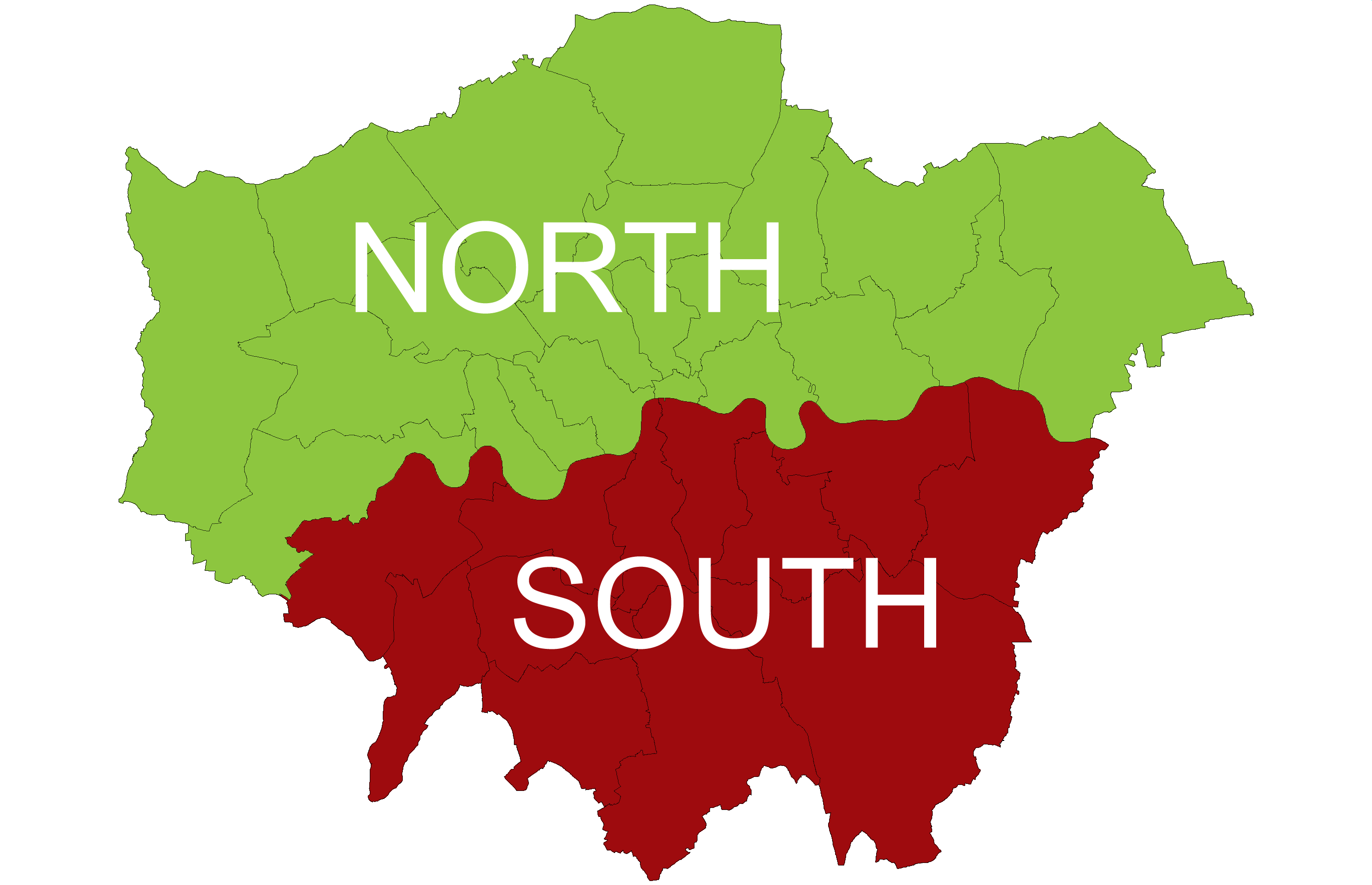

Zuid-Londen is het zuidelijke deel van Londen, Engeland. De regionaam is een onnauwkeurige beschrijving van het gebied, en de regiogrenzen worden soms anders gedefinieerd. In het algemeen wordt de Theems als grens gebruikt, waarbij de wijken gelegen ten zuiden van de rivier onderdeel zijn van Zuid-Londen. De wijken aan de andere kant van de rivier zijn onderdeel van Noord-Londen.

## Grenscommissie
De Theems verdeelt Groot-Londen in twee delen. Het zuidelijk deel omvat de historische districten Southwark, Lambeth en Bankside en ook de maritieme gebieden Greenwich en Woolwich.
Het gebied bestaat uit de Londense boroughs Bexley, Bromley, Croydon, Greenwich, Kingston, Lambeth, Lewisham, Merton, Richmond, Southwark, Sutton en Wandsworth. Deze definitie is opgesteld door de Grenscommissie van Engeland.